# The Sisters
The Sisters (fr. Les Sœurs) – wyspy na Oceanie Indyjskim, w pobliżu wyspy La Digue, w grupie Wysp Wewnętrznych w Republice Seszeli.
Grupa składa się z dwóch wysp:
- East Sister Island (Grande Sœur) o powierzchni 84 ha – 4°17′20″S 55°52′05″E/-4,289000 55,868000;
- West Sister Island (Petite Sœur) o powierzchni 34 ha – 4°17′13″S 55°51′18″E/-4,287000 55,855000.

Przez większość XX wieku na wyspach znajdowały się plantacje palmy kokosowej. Obecnie jest to popularny cel wycieczek turystów.

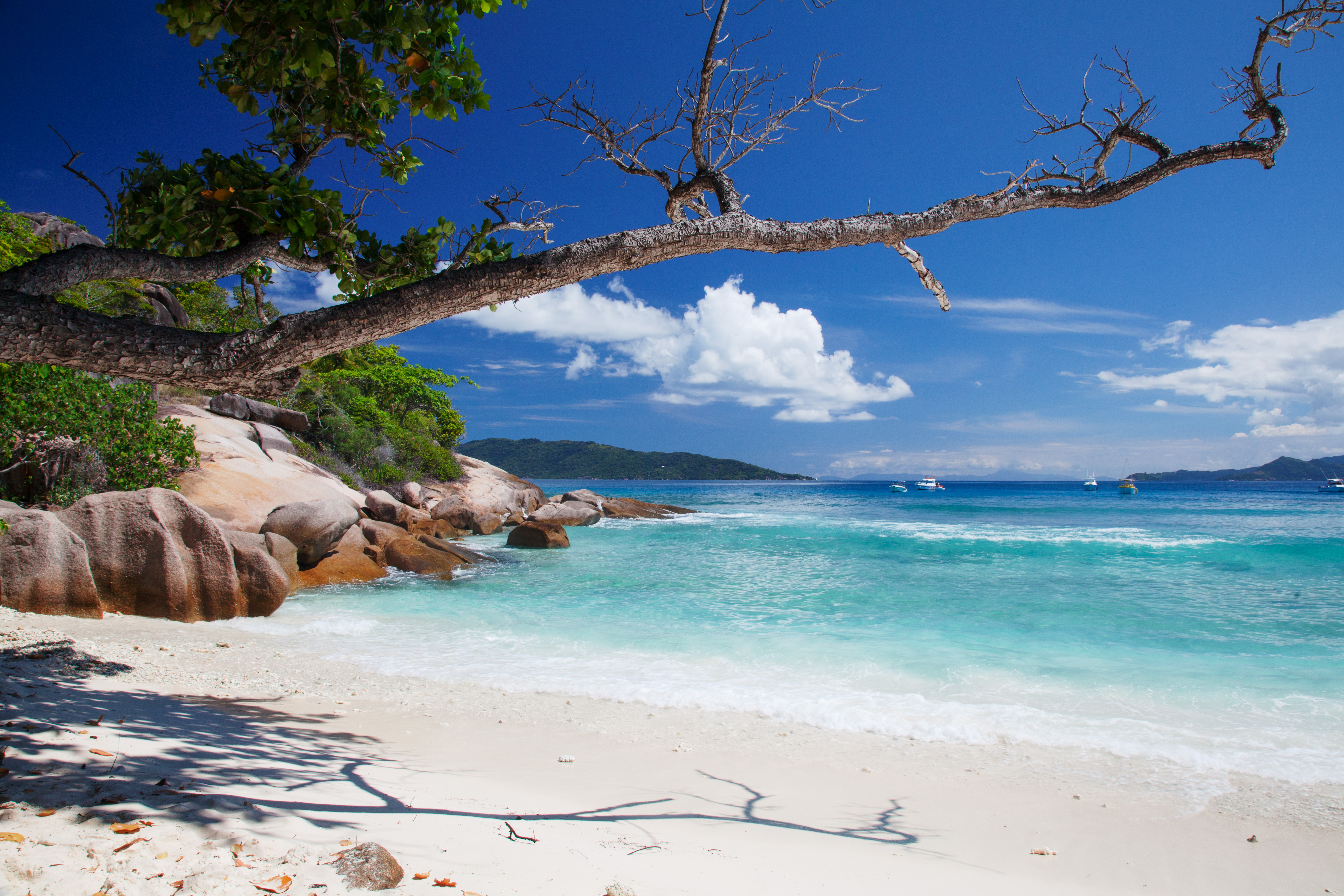
Grande Sœur